# Liste der Ständigen Vertreter der Türkei bei der Welthandelsorganisation
Seit 1996 verfügt die türkische Regierung über eine Mission bei der Welthandelsorganisation in Genf.

## Geschichte
Mit Abschluss der Uruguay-Verhandlungsrunde löste die Welthandelsorganisation das Allgemeine Zoll- und Handelsabkommen in 29 separaten multilateralen Vereinbarungen ab. Sie wurde am 15. April 1994 mit der Unterzeichnung der Schlussakte und in Kraft treten des Marrakesch-Abkommens in Marrakesch, Marokko gegründet. Vertreter der türkischen Regierung haben das Abkommen zur Errichtung der WTO in Marrakesch unterzeichnet. So wurde die Türkei am 26. März 1995 Mitglied der Welthandelsorganisation.
| Ernennung Akkreditierung | Ständiger Vertreter   | Bemerkung | Ministerpräsident der Türkei | WTO-Generaldirektor   | Posten verlassen |
| ------------------------ | --------------------- | --- | ---------------------------- | --------------------- | ---------------- |
| 7. Nov. 1996             | Ahmet Mithat Balkan   | (* 1944) Studium der Rechtswissenschaft an der Universität Ankara, 1967: Eintritt in den auswärtigen Dienst, 31. März 1994 – 31. Oktober 1996: Botschafter in Teheran, 2002–2005: Botschafter in Wien | Necmettin Erbakan            | Renato Ruggiero       | 16. Nov. 1998    |
| 15. Nov. 1998            | Ömer Ersun            | (* 3. April 1941) 1984: Geschäftsträger beim UN-Hauptquartier 1990–1995: Botschafter in Addis Abeba, 31. Mai 1995 – 15. Nov. 1998: Botschafter in Ottawa. | Mesut Yılmaz                 | Renato Ruggiero       | 1. Aug. 2000     |
| 31. Juli 2000            | Mustafa Oğuz Demiralp | (* 22. Januar 1952, Istanbul) 1971: Abitur an der St. Joseph High School (Istanbul), 1997–2000: Studium der Französischen Sprache an der Technischen Universität des Nahen Ostens, 2000–2002: Ständiger Vertreter bei der Welthandelsorganisation, 2002–2005: Ständiger Vertreter bei der EU, 2009–2010: Botschafter in Bern, 2009–2010: Delegierter bei der UN-Handels- und Entwicklungskonferenz (UNCTAD), Vizepräsident des Rates der Welthandelsorganisation, 2010–2013: ständiger Vertreter beim Büro der Vereinten Nationen in Genf, 12. November 2014-: Botschafter in Mexiko-Stadt. | Bülent Ecevit                | Mike Moore            | 19. Juli 2002    |
| 21. Juli 2002            | Mehmet Görkay         | (* 26. März 1944 in Istanbul) 1967: Abitur St. Joseph High School (Istanbul), Studium der Rechtswissenschaft an der Universität Ankara, 1994–1996: Botschafter in Dakar, Senegal, 1996–1998: Botschafter in Bosnien und Herzegowina, 2002–2004: ständiger Vertreter bei der Welthandelsorganisation, 2004–2008: Botschafter in Oslo. | Abdullah Gül                 | Supachai Panitchpakdi | 26. Nov. 2004    |
| 29. Nov. 2004            | Deniz Bölükbaşı       | (* 25. Oktober 1949 in Ankara) Abitur: TED Ankara College Foundation Schools, 1973: Studium der Rechtswissenschaft an der Universität Ankara, Eintritt in den auswärtigen Dienst, Gesandtschaftssekretär in Athen und Bonn. 1999–2001: Botschafter in Lissabon, Leiter der Rechtsabteilung in Ankara, 2004–2007: Ständiger Vertreter bei der Welthandelsorganisation | Recep Tayyip Erdoğan         | Supachai Panitchpakdi | 18. Mai 2007     |
| 1. Okt. 2007             | Bozkurt Aran          | (* 17. April 1947 in Van) 1971: Studium der Politikwissenschaft an der Universität Ankara, 1973: Eintritt in den auswärtigen Dienst, 1976: Vizekonsul in Salzburg, 1998–2000: Botschafter von Pakistan, 2002–2004: Ständiger Vertreter bei der UNESCO, 2004–2006: Botschafter in Teheran, 2000–2002 Leiter der Abteilung Bilaterale Verträge, 2006–2007: Leiter der Abteilung Naher Osten, 1. Oktober 2007 bis 19. März 2012 ständiger Vertreter bei der Welthandelsorganisation, 17. April 2012: Versetzung in den Ruhestand.                                                              | Recep Tayyip Erdoğan         | Pascal Lamy           | 19. März 2012    |
| 11. Sep. 2012            | Selim Kuneralp        | (* 9. Juli 1951 in Prag) Abitur St. Joseph High School (Istanbul), Mai 2012 Februar 2014 ständiger Vertreter bei der WTO. | Recep Tayyip Erdoğan         | Pascal Lamy           | 17. März 2014    |
| 17. März 2014            | Mehmet Haluk Ilıcak   | (* 22. Januar 1955 in Istanbul) 1975: Abitur Galatasaray-Gymnasium, 1979 Studium an der Universität Ankara und der Technischen Universität des Nahen Ostens, Januar 1981 Eintritt in den auswärtigen Dienst, Gesandtschaftssekretär zweiter Klasse in Brüssel, Gesandtschaftssekretär erster Klasse in Damaskus, Stellvertretender Ständiger Vertreter bei den Vereinten Nationen in Genf, Botschaftsrat erster Klasse in London, | Ahmet Davutoğlu              | Roberto Azevêdo       |                  |